# 奧克賽瓦山
14°33′09″S 72°45′59″W / 14.55250°S 72.76639°W
奧克賽瓦山（Uqi Saywa），是秘魯的山峰，位於該國南部阿普里馬克大區，由安塔班巴省的安塔班巴區負責管轄，屬於萬索山脈的一部分，海拔高度4,800米。